# HD 29499
HD 29499，又名BD+07 681，SAO 111954、HR 1480，是一颗恒星，视星等为5.39，位于銀經188.99，銀緯-24.76，其B1900.0坐标为赤經4h 33m 41.1s，赤緯+7° -24.76′ 20″。